# Championnat de Bolivie de football 1993
Navigation
Saison précédente Saison suivante
La saison 1993 du Championnat de Bolivie de football est la dix-neuvième édition du championnat de première division en Bolivie. Le championnat se dispute en plusieurs phases :
- les quinze équipes sont réparties en trois groupes et affrontent deux fois leurs adversaires de poule, à domicile et à l'extérieur. Les dix meilleurs se qualifient pour la deuxième phase tandis que les cinq autres clubs jouent la poule de relégation, où seul le premier se maintient parmi l'élite.
- la deuxième phase voit les dix qualifiés être répartis en deux poules, dont les trois premiers se qualifient pour la phase finale.
- la phase finale est disputée sous la forme d'une poule unique qui regroupe les six qualifiés, qui s'affrontent deux fois.

C'est le club de The Strongest La Paz qui remporte la compétition après avoir terminé en tête de la poule pour le titre, avec un seul point d'avance sur le double tenant du titre, Bolivar La Paz et deux sur Club Blooming. C'est le quatrième titre de champion de Bolivie de l'histoire du club.

## Qualifications continentales
Les deux premiers de la poule pour le titre se qualifient pour la Copa Libertadores. Un autre club se qualifie quant à lui pour la Copa CONMEBOL.

## Les clubs participants
| - Jorge Wilstermann Cochabamba - San José Oruro - Oriente Petrolero - Bolivar La Paz - CD Metalsan - Promu de Primera B - Destroyers Santa Cruz - Petrolero Cochabamba - Universitario Potosi | - Ciclón Tarija - Litoral Oruro - Club Blooming - The Strongest La Paz - Club Independiente Petrolero - Chaco Petrolero La Paz - Club Deportivo Guabirá - Promu de Primera B |

## Compétition
Le barème utilisé pour établir l'ensemble des classements est le suivant :
- Victoire : 2 points
- Match nul : 1 point
- Défaite : 0 point

### Première phase
| Rang | Équipe                       | Pts | J | G | N | P | Bp | Bc | Diff |
| ---- | ---------------------------- | --- | - | - | - | - | -- | -- | ---- |
| 1    | Jorge Wilstermann Cochabamba | 13  | 8 | 6 | 1 | 1 | 19 | 7  | +12  |
| 2    | Ciclón Tarija                | 11  | 8 | 4 | 3 | 1 | 11 | 6  | +5   |
| 3    | San José Oruro               | 10  | 8 | 5 | 0 | 3 | 15 | 9  | +6   |
| 4    | CD MetalsanP                 | 5   | 8 | 2 | 1 | 5 | 7  | 11 | -4   |
| 5    | Petrolero Cochabamba         | 1   | 8 | 0 | 1 | 7 | 1  | 20 | -19  |

| Rang | Équipe                       | Pts | J | G | N | P | Bp | Bc | Diff |
| ---- | ---------------------------- | --- | - | - | - | - | -- | -- | ---- |
| 1    | The Strongest La Paz         | 11  | 8 | 5 | 1 | 2 | 17 | 9  | +8   |
| 2    | Bolivar La PazT              | 10  | 8 | 4 | 2 | 2 | 14 | 8  | +6   |
| 3    | Club Independiente Petrolero | 8   | 8 | 3 | 2 | 3 | 14 | 16 | -2   |
| 4    | Universitario Potosi         | 8   | 8 | 3 | 2 | 3 | 6  | 10 | -4   |
| 5    | Chaco Petrolero La Paz       | 3   | 8 | 1 | 1 | 6 | 8  | 16 | -8   |

| Groupe C : \| Rang \| Équipe \| Pts \| J \| G \| N \| P \| Bp \| Bc \| Diff \| \| ---- \| ----------------------- \| --- \| - \| - \| - \| - \| -- \| -- \| ---- \| \| 1 \| Oriente Petrolero \| 10 \| 8 \| 4 \| 2 \| 2 \| 17 \| 8 \| +9 \| \| 2 \| Club Deportivo GuabiráP \| 9 \| 8 \| 4 \| 1 \| 3 \| 7 \| 5 \| +2 \| \| 3 \| Club Blooming \| 8 \| 8 \| 3 \| 2 \| 3 \| 12 \| 12 \| 0 \| \| 4 \| Destroyers Santa Cruz \| 8 \| 8 \| 3 \| 2 \| 3 \| 11 \| 12 \| -1 \| \| 5 \| Universitario de Beni \| 5 \| 8 \| 2 \| 1 \| 5 \| 10 \| 20 \| -10 \| |                         |     |   |   |   |   |    |    |      |
| Rang | Équipe                  | Pts | J | G | N | P | Bp | Bc | Diff |
| 1 | Oriente Petrolero       | 10  | 8 | 4 | 2 | 2 | 17 | 8  | +9   |
| 2 | Club Deportivo GuabiráP | 9   | 8 | 4 | 1 | 3 | 7  | 5  | +2   |
| 3 | Club Blooming           | 8   | 8 | 3 | 2 | 3 | 12 | 12 | 0    |
| 4 | Destroyers Santa Cruz   | 8   | 8 | 3 | 2 | 3 | 11 | 12 | -1   |
| 5 | Universitario de Beni   | 5   | 8 | 2 | 1 | 5 | 10 | 20 | -10  |

### Deuxième phase

#### Qualification
Groupe A :
| Rang | Équipe                       | Pts | J | G | N | P | Bp | Bc | Diff |  | Résultats (▼ dom., ► ext.)   | Bol | Ori | SJo | Wil | Des |
| ---- | ---------------------------- | --- | - | - | - | - | -- | -- | ---- |  | ---------------------------- | --- | --- | --- | --- | --- |
| 1    | Bolivar La PazT              | 11  | 8 | 5 | 1 | 2 | 10 | 5  | +5   |  | Bolivar La PazT              |     | 2-0 | 1-1 | 3-0 | 2-0 |
| 2    | Oriente Petrolero            | 11  | 8 | 5 | 1 | 2 | 18 | 11 | +7   |  | Oriente Petrolero            | 3-0 |     | 1-1 | 4-3 | 3-0 |
| 3    | San José Oruro               | 10  | 8 | 4 | 2 | 2 | 13 | 8  | +5   |  | San José Oruro               | 0-1 | 4-1 |     | 2-1 | 2-0 |
| 4    | Jorge Wilstermann Cochabamba | 7   | 8 | 3 | 1 | 4 | 12 | 11 | +1   |  | Jorge Wilstermann Cochabamba | 1-0 | 0-2 | 2-1 |     | 4-0 |
| 5    | Destroyers Santa Cruz        | 1   | 8 | 0 | 1 | 7 | 3  | 19 | -16  |  | Destroyers Santa Cruz        | 0-1 | 1-4 | 1-2 | 1-1 |     |

Groupe B :
| Rang | Équipe                       | Pts | J | G | N | P | Bp | Bc | Diff |  | Résultats (▼ dom., ► ext.)   | Blo | Str | Ind | Tar | Gua |
| ---- | ---------------------------- | --- | - | - | - | - | -- | -- | ---- |  | ---------------------------- | --- | --- | --- | --- | --- |
| 1    | Club Blooming                | 13  | 8 | 6 | 1 | 1 | 18 | 13 | +5   |  | Club Blooming                |     | 2-1 | 0-0 | 2-0 | 4-1 |
| 2    | The Strongest La Paz         | 11  | 8 | 4 | 3 | 1 | 21 | 9  | +12  |  | The Strongest La Paz         | 7-2 |     | 3-1 | 5-0 | 1-0 |
| 3    | Club Independiente Petrolero | 7   | 8 | 2 | 3 | 3 | 20 | 18 | +2   |  | Club Independiente Petrolero | 3-4 | 2-2 |     | 4-0 | 7-4 |
| 4    | Ciclón Tarija                | 5   | 8 | 1 | 3 | 4 | 7  | 19 | -12  |  | Ciclón Tarija                | 0-2 | 1-1 | 2-2 |     | 0-0 |
| 5    | Club Deportivo GuabiráP      | 4   | 8 | 1 | 2 | 5 | 13 | 20 | -7   |  | Club Deportivo GuabiráP      | 1-2 | 1-1 | 3-1 | 3-4 |     |

#### Poule de relégation
| Rang | Équipe                       | Pts | J | G | N | P | Bp | Bc | Diff |  | Résultats (▼ dom., ► ext.) | Met | UBe | Cha | UPo |
| ---- | ---------------------------- | --- | - | - | - | - | -- | -- | ---- |  | -------------------------- | --- | --- | --- | --- |
| 1    | CD MetalsanP                 | 7   | 6 | 3 | 1 | 2 | 14 | 17 | -3   |  | CD MetalsanP               |     | 5-2 | 2-1 | 4-3 |
| 2    | Universitario de Beni        | 6   | 6 | 3 | 0 | 3 | 18 | 13 | +5   |  | Universitario de Beni      | 5-0 |     | 5-2 | 4-1 |
| 3    | Chaco Petrolero              | 6   | 6 | 3 | 0 | 3 | 12 | 12 | 0    |  | Chaco Petrolero            | 4-1 | 2-1 |     | 2-0 |
| 4    | Universitario Potosi         | 5   | 6 | 2 | 1 | 3 | 12 | 14 | -2   |  | Universitario Potosi       | 2-2 | 3-1 | 3-1 |     |
| 5    | Petrolero Cochabamba forfait |     |   |   |   |   |    |    |      |  |                            |     |     |     |     |

### Poule pour le titre
| Rang | Équipe                       | Pts | J  | G | N | P | Bp | Bc | Diff |  | Résultats (▼ dom., ► ext.)   | Str | Bol | Blo | Ori | SJo | IPe |
| ---- | ---------------------------- | --- | -- | - | - | - | -- | -- | ---- |  | ---------------------------- | --- | --- | --- | --- | --- | --- |
| 1    | The Strongest La Paz         | 14  | 10 | 5 | 4 | 1 | 19 | 10 | +9   |  | The Strongest La Paz         |     | 1-1 | 4-0 | 3-2 | 3-2 | 3-0 |
| 2    | Bolivar La Paz               | 13  | 10 | 5 | 3 | 2 | 12 | 6  | +6   |  | Bolivar La Paz               | 0-0 |     | 2-0 | 1-0 | 2-1 | 4-0 |
| 3    | Club Blooming                | 12  | 10 | 5 | 2 | 3 | 19 | 14 | +5   |  | Club Blooming                | 1-0 | 2-0 |     | 5-0 | 1-0 | 3-0 |
| 4    | Oriente Petrolero            | 8   | 10 | 2 | 4 | 4 | 12 | 20 | -8   |  | Oriente Petrolero            | 2-2 | 1-1 | 3-3 |     | 1-0 | 2-1 |
| 5    | San José Oruro               | 7   | 10 | 2 | 3 | 5 | 13 | 13 | 0    |  | San José Oruro               | 1-1 | 0-1 | 3-2 | 0-0 |     | 1-1 |
| 6    | Club Independiente Petrolero | 6   | 10 | 2 | 2 | 6 | 11 | 23 | -12  |  | Club Independiente Petrolero | 1-2 | 1-0 | 2-2 | 4-1 | 1-5 |     |

## Bilan de la saison
| Championnat de Bolivie de football 1993 |                                 |
| Champion                                | The Strongest La Paz (4e titre) |
| Qualifications continentales            |                                 |
| Copa Libertadores 1994                  | The Strongest La Paz            |
| Copa Libertadores 1994                  | Bolivar La Paz                  |
| Copa CONMEBOL 1994                      | Oriente Petrolero               |
| Promotions et relégations               |                                 |
| Promus en Primera A                     | Real Santa Cruz                 |
| Relégués en Primera B                   | Universitario Potosi            |
| Relégués en Primera B                   | Chaco Petrolero                 |
| Relégués en Primera B                   | Universitario Beni              |
| Relégués en Primera B                   | Petrolero Cochabamba            |